# Appreciation Day Parade

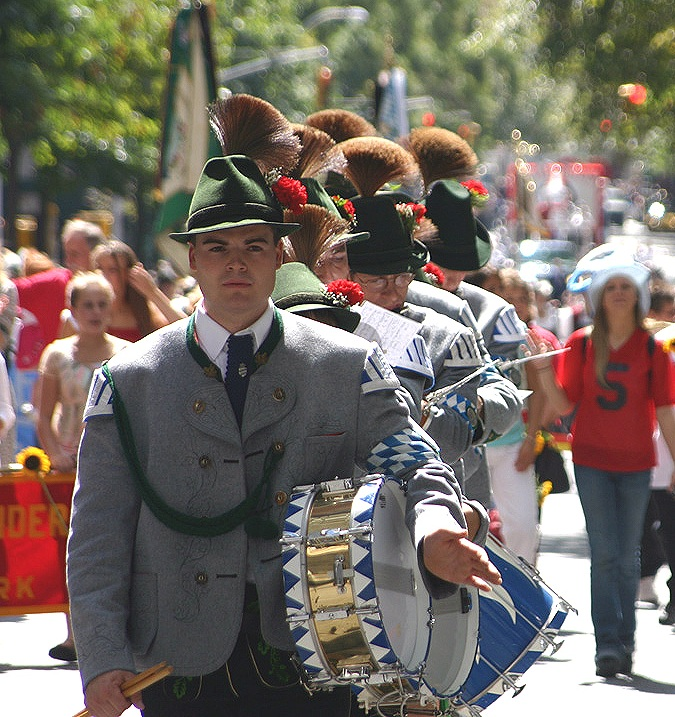
Grupo caracterizado como bávaros desfila na parada novaiorquina do Dia de Von Steuben, em 2006.

O Apreciation Day Parade ou German-American Steuben Parade (Parada germano-americana de Steuben) é uma parada anual comemorada em várias cidades estadunidenses. 
Em Nova Iorque ocorre no terceiro sábado do mês de setembro, e foi iniciada em 1957 por imigrantes teutônicos que, compondo importante parcela da população do país, passaram a comemorar a lembrança do herói da Independência Estadunidense, Friedrich Wilhelm von Steuben, prussiano de origem.
Na Filadélfia a parada começou em 1970, e ocorre no quarto sábado do mês de setembro. 
A parada de Chicago ficou célebre por ter sido retratada no filme de 1986, Curtindo a Vida Adoidado, quando o personagem/título Ferris Bueller interrompe o cortejo e canta Twist and Shout dos Beatles.